# Доктор Кто и силурианцы
Доктор Кто и силурианцы (англ. Doctor Who and the Silurians) — вторая серия седьмого сезона британского научно-фантастического телесериала «Доктор Кто», состоящая из семи эпизодов, которые были показаны в период с 31 января по 14 марта 1970 года.

## Сюжет
Экспериментальный центр исследования атомной энергии, построенный в пещерах в Уэнли Мур, переживает таинственные утечки энергии и нервные срывы среди персонала. На расследование вызывается ЮНИТ, и прибывшие Доктор с Лиз встречают Бригадира уже на месте. Один из рабочих центра найден мёртвым с отметинами гигантских когтей на теле, а разум его компаньона помутился настолько, что он может только царапать примитивные рисунки рептилий на стене. Лоуренс, директор центра, недоволен присутствием ЮНИТ и чувствует, что они вмешиваются в работу самого центра, где в данный момент испытывается новый способ получения атомной энергии. Доктор Квинн, заместитель директора, спорит с мисс Доусон, его помощницей, когда она заявляет, что они должны остановить «их» от забора энергии. Майор Бейкер, начальник охраны, считает, что в центре завёлся диверсант, а Доктор узнаёт, что записи об операциях с реактором были отредактированы. Он спускается в пещеры, и его атакует существо, похожее на динозавра, но его отзывает другое, издающее странный свистящий звук.
Доктор ранит второе существо и берёт образцы его крови, исследование которых выявляет схожесть с «высшими рептилиями». Тем временем существо поднимается на поверхность и прячется в амбаре. Квинн идёт в пещеры в спрятанную базу, где требует обещанных ему знаний. Ему сообщают, что сначала он должен помочь раненому существу, и дают сигнальное устройство, которое издаёт свистящий звук.
Существо находят фермер с женой, и оно их атакует. Фермер умирает от сердечного приступа, но его жена выживает и способна распознать атакующего. Пока Лиз обследует амбар, её оглушает существо и убегает. Бригадир и Доктор идут по его следам, но они заканчиваются отпечатками шин.
Доктор идёт в дом Квинна и замечает, что внутри жарко, как в доме рептилий, а в офисе стоит глобус Земли с расположением континентов как 200 миллионов лет назад и лежат заметки о Силурианской эре в истории Земли.
Самого Квинна Доктор обнаруживает мёртвым. Он берёт сигнальное устройство с тела Квинна, включает его, и тут же появляется раненый силурианец. Доктор пытается поговорить с существом, но оно убегает. В поисках ответов Бейкер входит в пещеры, где силурианцы его ловят и допрашивают о силе людей. Доктор и Лиз следуют за ним и заходят на базу силурианцев, открыв дверь с помощью сигнального устройства, где обнаруживают его в запертой клетке. Они уходят, но замечают, что силурианцы выходят из анабиоза с помощью устройства, что объясняет утечки энергии из реактора.
Тем временем прибывает Мастерс, заместитель министра, и Лоуренс жалуется ему на вмешательство ЮНИТ. Доктор говорит им о силурианцах в пещерах, настаивая на мирном контакте. Тем не менее предложение отклоняется, когда оказывается, что Квинн убит пойманным им силурианцем. Доктор идёт предупредить силурианцев, но они бросают его в клетку. Старший силурианец говорит, что его раса спаслась под землёй, когда миллионы лет назад увидела, что к Земле приближается Луна. Но механизм пробуждения сломался, и они не просыпались до тех пор, пока не нашёлся новый источник энергии. Молодой силурианец приказывает заразить Бейкера вирусом и отпустить. Узнав это, старший отпускает Доктора, дав ему образец вируса, чтобы возможно было найти лекарство, за что его убивает молодой. Доктор добирается до центра и требует всем держаться на расстоянии от Бейкера, который сражён вирусом. Тем не менее Мастерс решает вернуться в Лондон, не подозревая, что он заражён. Бейкера забирают в местную больницу, где он умирает.
Доктор возвращается в центр для работы над лекарством. Мастерс тем временем добирается до Лондона, где постепенно распространяет вирус и начинают умирать люди. Доктор находит лекарство, но силурианцы атакуют центр и забирают его, оглушив его своими третьими глазами. Лиз находит нужную формулу, и вскоре лекарство начинают массово производить и распространять. Однако силурианцы решают уничтожить Пояс Ван Аллена, что сделает Землю непригодной для людей, и заставляют Доктора использовать реактор для выработки энергии для их оружия.
Доктор перегружает реактор и говорит молодому силурианцу, что эта зона будет заражена радиацией в следующие 25 лет. Силурианцы уходят в пещеры в спячку до тех пор, пока не пройдёт опасность. Механизм ещё сломан, поэтому молодой силурианец не уснёт, а будет управлять им, пожертвовав своей жизнью. Тем временем Доктор и Лиз чинят реактор и идут на подземную базу, где молодой силурианец понимает, что его заставили отправить всю его расу обратно в спячку. Он в ярости атакует Доктор, но его убивает Бригадир.
Позже Доктор говорит Лиз, что планирует постепенно вывести силурианцев из спячки и попытаться добиться мира между ними и человечеством. Но у Бригадира другие приказы, и базу силурианцев взрывают. Этот акта геноцида ужасает Доктора, но Лиз предполагает, что Бригадир действовал по приказу начальства.

## Трансляции и отзывы
| Эпизод      | Дата показа     | Продолжительность | Телезрители (в миллионах) | Archive                |
| ----------- | --------------- | ----------------- | ------------------------- | ---------------------- |
| «Эпизод 1»  | 31 января 1970  | 24:15             | 8,8                       | PAL colour restoration |
| «Эпизод 2»  | 7 февраля 1970  | 23:08             | 7,3                       | PAL colour restoration |
| «Эпизод 3»  | 14 февраля 1970 | 23:16             | 7,5                       | PAL colour restoration |
| «Эпизод 4»  | 21 февраля 1970 | 25:00             | 8,2                       | PAL colour restoration |
| «Эпизод 5»  | 28 февраля 1970 | 23:58             | 7,5                       | PAL colour restoration |
| «Эпизод 6»  | 7 марта 1970    | 24:15             | 7,2                       | PAL colour restoration |
| «Эпизод 7»  | 14 марта 1970   | 22:55             | 7,5                       | PAL colour restoration |
| [ 1 ] [ 2 ] |                 |                   |                           |                        |

## Влияние
Силурийская гипотеза получила своё название в честь цивилизации силурианцев из этой серии «Доктора Кто».